# Micky Molina
Miguel Ángel "Miki" Molina Tejedor (Madrid, 27 de noviembre de 1963) es un actor español perteneciente a una conocida saga de artistas.

## Biografía
Sexto de los ocho hijos del cantante y actor Antonio Molina; hermano de Ángela, Paula, Mónica y Noel y tío de Olivia Molina, tiene cuatro hijos, Andrea, nacida de su relación con la actriz Lydia Bosch, Clara y Adrián, nacidos de su relación con la modelo Kirsa van Pallandt y Antonio, nacido de su relación con la islandesa Katrin Olafsdóttir.
Decidido muy pronto por la interpretación, debuta en 1980 con la película Maravillas, de Manuel Gutiérrez Aragón, en el papel de Miki, mote que adopta profesionalmente. Poco después protagoniza 1919: Crónica del alba, continuación de la adaptación cinematográfica de la novela de Ramón J. Sender que en su primera parte interpretó Jorge Sanz. 
En 1984 interpreta al joven Alfredo en 'La mujer del juez’ junto a Norma Duval y Héctor Alterio.
En 1987 aparece en uno de los papeles principales de La ley del deseo, película dirigida por Pedro Almodóvar donde encarna a un guapo joven bisexual de talante independiente. Con Gutiérrez Aragón repite encabezando Malaventura (1988).
Posteriormente, destacan sus trabajos para televisión: en 1993 protagoniza junto a Alfredo Landa, Beatriz Carvajal y Lydia Bosch la serie Lleno, por favor, que le vale una candidatura interpretativa a los Premios de la Unión de Actores, y en 1995 interviene en Quién da la vez, ambas emitidas con éxito por Antena 3 Televisión.
En 2002 participa en la serie Ana y los siete, de la que es abruptamente despedido tras algunas diferencias con la protagonista, Ana Obregón. En 2005 prueba suerte como cantante y edita el disco Desconocido Miki; ese mismo año integra el reparto de la obra teatral 5gays.com, que compagina con distintos trabajos cinematográficos. 5 gays.com tuvo un gran éxito.
En cuanto a sus trabajos en teatro en 1989 participó en el montaje de Así que pasen cinco años, de Federico García Lorca. En 1994 se pone a las órdenes de Manuel Canseco en Mariposas negras, de Jaime Salom. 
Debutó en el Teatro Romano de Mérida en 1995 con Hipólito, de Eurípides, junto a María Asquerino. Tres años después participa en el montaje de El cerco de Numancia, de Miguel de Cervantes. También en 1998 participa en el montaje de La ratonera (1998), de Agatha Christie, con Jaime Blanch. Tras encarnar a Ulises en Ítaca, una adaptación de la Odisea de Homero estrenada en el mencionado Festival de Teatro Clásico de Mérida en 2006, regresa a los escenarios como productor y protagonista del montaje Tío Bob, obra del dramaturgo estadounidense Austin Pendleton que mezcla el drama con la crítica social. 
Su siguiente proyecto sería la obra De Miguel a Miguel, estrenada en 2010, en la que se revive al poeta Miguel Hernández. En 2012 dirige con la compañía Sa Penya Escènica la obra La última luz del día.
En 2018 dirige su primera película, Un tiempo precioso. El largometraje incluye canciones de su padre, Antonio Molina.

## Filmografía
| Año  | Título                              | Personaje       | Dirección                          |
| ---- | ----------------------------------- | --------------- | ---------------------------------- |
| 2026 | Gina                                | Juan            | José Durán                         |
| 2024 | Laberinto de sombras                | Rodrigo Montero | Alfredo Contreras                  |
| 2022 | Burga                               | Inspector Milan | Alfredo Contreras                  |
| 2020 | El poeta en la barra (Cortometraje) |                 |                                    |
| 2020 | Noches blancas (Cortometraje)       |                 |                                    |
| 2020 | Vampus Horror Tales                 |                 | Víctor Matellano                   |
| 2019 | Un tiempo precioso                  |                 | Miguel Ángel "Miki" Molina Tejedor |
| 2019 | El secreto de Ibosim                |                 | Miguel Ángel Tobías                |
| 2018 | Me llamo Gennet                     |                 | Miguel Ángel Tobías                |
| 2017 | Luces                               |                 | Alfredo Contreras                  |
| 2017 | El collar de sal                    |                 | Vicente Pérez Herrero              |
| 2012 | Una canción                         |                 | Inmaculada Hoces                   |
| 2010 | Cannibal                            |                 | Benjamin Viré                      |
| 2010 | Armando (o la buena vecindad)       |                 | Luis Serrano                       |
| 2005 | Sinfonía de ilegales                |                 | José Luis de Damas                 |
| 2005 | Soldados (Historia de un conocido)  |                 | Jan Vilanova                       |
| 2004 | Las llaves de la independencia      |                 | Carlos Gil                         |
| 2002 | Bestiario                           |                 | Vicente Pérez Herrero              |
| 2002 | La Noche del Escorpión,             |                 | Eva Lesmes                         |
| 2000 | Tatawo                              |                 | Jo Sol                             |
| 2000 | Código natural                      |                 | Vicente Pérez Herrero              |
| 1997 | La duquesa roja                     |                 | Francesc Betriu                    |
| 1996 | Fotos                               |                 | Elio Quiroga                       |
| 1996 | Mor, vida meva                      |                 | Mar Targarona                      |
| 1994 | Adeus Princesa                      |                 | Jorge Paixão da Costa              |
| 1993 | Dime una mentira                    |                 | Juan Sebastián Bollaín             |
| 1991 | Martes de carnaval                  |                 | Fernando Bauluz y Pedro Carvajal   |
| 1991 | El amor sí tiene cura               |                 | Javier Aguirre                     |
| 1990 | Badis                               |                 | Mohamed Abderrahman Tazi           |
| 1990 | El anónimo... ¡Vaya papelón!        |                 | Alfonso Arandia                    |
| 1990 | La puerta, ¡Vaya broma!             |                 |                                    |
| 1989 | Las cosas del querer                |                 | Jaime Chávarri                     |
| 1988 | No hagas planes con Marga           |                 | Rafael Alcázar                     |
| 1988 | Malaventura                         |                 | Manuel Gutiérrez Aragón            |
| 1987 | En penumbra                         |                 | José Luis Lozano                   |
| 1987 | La ley del deseo                    |                 | Pedro Almodóvar                    |
| 1986 | Dragon Rapide                       |                 | Jaime Camino                       |
| 1984 | La mujer del juez                   |                 | Francisco Lara Polop               |
| 1983 | 1919: Crónica del alba 2ª parte     |                 | Antonio José Betancor              |
| 1983 | Entre tinieblas                     |                 | Pedro Almodóvar                    |
| 1981 | Maravillas                          |                 | Manuel Gutiérrez Aragón            |

Director
- Un tiempo precioso (2019)

### Series de televisión
| Año         | Serie                         | Canal               | Personaje             | Notas        |
| ----------- | ----------------------------- | ------------------- | --------------------- | ------------ |
| 1985        | Einstein                      | La 2                | Joven Albert Einstein | 4 episodios  |
| 1987        | Little Roma                   | RAI 1               | Sisto                 | 5 episodios  |
| 1987        | Recuerda cuando               | La 2                |                       | 2 episodios  |
| 1990        | Le gorille                    | Sat.1               | Adolfo                | 1 episodio   |
| 1991        | Eurocops                      | La 1                |                       | 1 episodio   |
| 1993        | Los cuentos de Borges         | La 2                | Manolo                | 1 episodio   |
| 1993        | Lleno, por favor              | Antena 3            | Gasofa                | 13 episodios |
| 1994        | Los ladrones van a la oficina | Antena 3            |                       | 1 episodio   |
| 1995        | ¿Quién da la vez?             | Antena 3            | Pablo                 | 13 episodios |
| 1998        | Más que amigos                | Telecinco           | Miguel                | 1 episodio   |
| 2002 – 2003 | Ana y los siete               | La 1                | Tony Gutiérrez        | 34 episodios |
| 2003        | Código fuego                  | Antena 3            | Víctor                | 1 episodio   |
| 2018        | Centro médico                 | La 1                | Dr. Manuel Zapardiel  | 2 episodios  |
| 2020        | Veneno                        | Atresplayer Premium | Juan Ignacio Blanco   | 2 episodios  |